# Papa Adriano VI
Papa Adriano VI (em latim: Hadrianus VI; em neerlandês:  Adrianus/Adriaan VI), nascido Adriaan Florensz Boeyens (Utrecht, 2 de março de 1459 – Roma, 14 de setembro de 1523), foi Papa da Igreja Católica e Soberano dos Estados Papais a partir de 9 de janeiro de 1522 até sua morte. O único holandês até agora a se tornar papa, foi o último papa não italiano até Papa João Paulo II, 455 anos depois.
Nascido no principado episcopal de Utrecht, Adriano estudou na Universidade de Lovaina, nos Países Baixos, onde subiu ao cargo de professor de teologia, atuando também como reitor (o equivalente a vice-chanceler). Em 1507, ele se tornou o tutor do futuro Carlos V do Sacro Império Romano-Germânico, que mais tarde confiou nele como seu emissário e seu regente.
Em 1516, Adriano foi nomeado por Carlos, agora rei de Castela e Aragão, bispo de Tortosa, Espanha, e logo em seguida Grande Inquisidor dos reinos de Aragão e Castela. Ele foi criado cardeal pelo Papa Leão X em 1517 e eleito papa em 1522 como candidato de compromisso após a morte de Leão.
Adriano chegou ao papado no meio de uma de suas maiores crises, ameaçada não apenas pelo luteranismo ao norte, mas também pelo avanço dos turcos otomanos no leste. Ele se recusou a se comprometer com o luteranismo teologicamente, exigindo a condenação de Martinho Lutero como herege. No entanto, ele é conhecido por ter tentado reformar a Igreja Católica administrativamente em resposta à Reforma Protestante. A admissão notável de Adriano de que o tumulto da Igreja foi culpa da própria Cúria Romana foi lida na Dieta de Nuremberg, de 1522 a 1523.
Seus esforços de reforma, no entanto, foram infrutíferos, pois foram resistidos pela maioria de seus contemporâneos eclesiásticos renascentistas, e ele não viveu o suficiente para ver seus esforços até a conclusão deles. Ele foi sucedido pelo segundo papa dos Médici, Papa Clemente VII.
Adriano VI e seu eventual sucessor Papa Marcelo II são os únicos papas da era moderna a manter seus nomes batismais após sua eleição.

## Início da vida

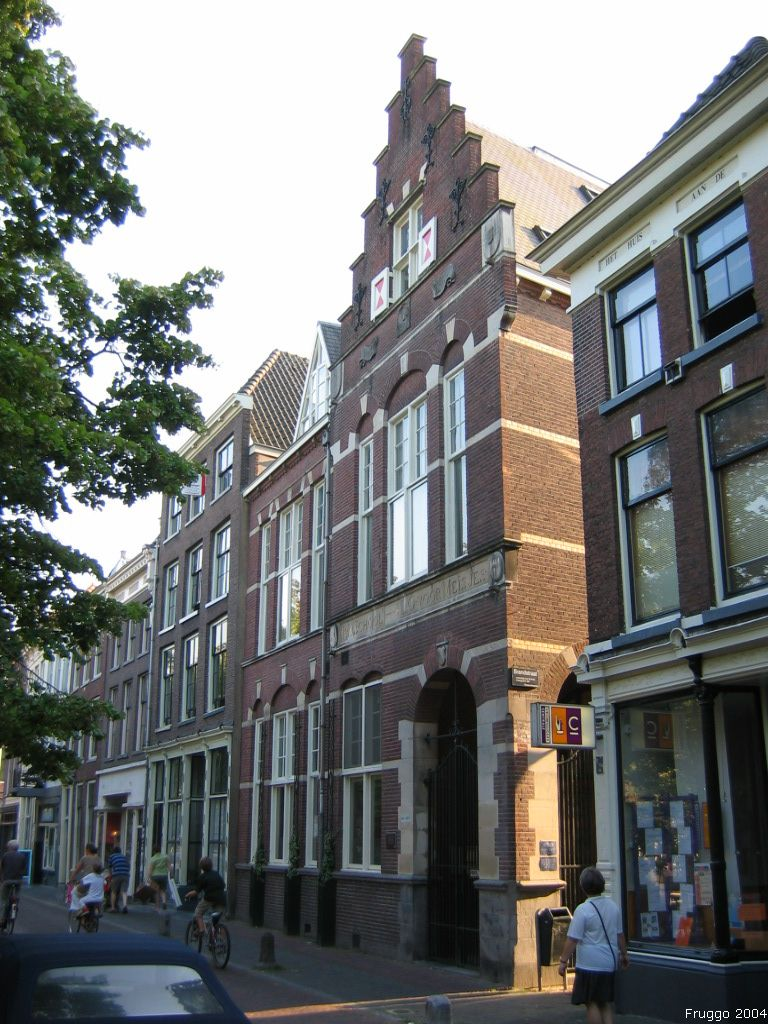
Local de nascimento do Papa Adriano VI em Utrecht

Adriaan Florensz nasceu em 2 de julho na cidade de Utrecht, que era então a capital do príncipe-bispado de Utrecht, parte da Holanda da Borgonha no Sacro Império Romano. Ele nasceu em circunstâncias modestas como filho de Florens Boeyensz, também nascido em Utrecht, e sua esposa Geertruid. Ele tinha três irmãos mais velhos, Jan, Cornelius e Claes e uma irmã Margaretha. Adrian firmemente assinou com Adrianus Florentii ou Adrianus de Traiecto ("Adrian de Utrecht") mais tarde na vida, sugerindo que sua família ainda não tinha sobrenome, mas usava apenas patronímicos.
Adrian provavelmente foi criado em uma casa na esquina da Brandsteeg e Oude Gracht, de propriedade de seu avô Boudewijn (Boeyen, para abreviar). Seu pai, carpinteiro e provavelmente armador naval, morreu quando Adriano tinha 10 anos ou menos. Adriano estudou desde muito jovem, sob os irmãos da vida comum, em Zwolle ou Deventer e também era aluno da escola de latim (hoje Gymnasium Celeanum) em Zwolle.

## Lovaina
Em junho de 1476, ele começou seus estudos na Universidade de Leuven, onde estudou filosofia, teologia e direito canônico, graças a uma bolsa de estudos concedida por Margaret de York, duquesa da Borgonha. Em 1478, ele tinha o título de Primus Philosophiae, bem como o de Magister Artium (ou seja, ele se formou). Em 1488, ele foi escolhido pela Faculdade de Artes para ser seu representante no Conselho da Universidade.
Em 30 de junho de 1490, Adriano foi ordenado sacerdote.
Após os 12 anos regulares de estudo, Adriano tornou-se doutor em Teologia em 1491. Professor desde 1490, foi escolhido vice-chanceler da Universidade em 1493 e decano de São Pedro em 1498. No última função, ele foi vice-chanceler permanente da Universidade e de fato encarregado de contratar. Suas palestras foram publicadas, a partir das anotações de seus alunos, dentre os quais estava o jovem Erasmus. Adriano ofereceu-lhe um posto de professor em 1502, mas Erasmus recusou.
Em novembro de 1506, Margarida de Áustria, Duquesa de Saboia, tornou-se Governadora dos Habsburgo na Holanda e escolheu Adriano como seu conselheiro. No ano seguinte, o imperador Maximiliano I nomeou-o também tutor para seus sete anos de idade, neto e sobrinho de Margaret, que em 1519 tornou-se imperador Carlos V. Em 1512, Adriano era conselheiro de Charles e suas obrigações judiciais eram tão demoradas que ele deixou suas posições na universidade.

## Espanha
Em 1515, Carlos enviou Adriano à Espanha para convencer seu avô materno, Fernando II de Aragão, de que as terras espanholas deveriam estar sob seu domínio, e não o irmão mais novo de Carlos, Fernando, nascido em espanhol, a quem seu avô tinha em mente. Adriano conseguiu que, pouco antes da morte de Ferdinand, em janeiro de 1516. Fernando de Aragão, e, posteriormente, Carlos V, nomeou Adriano Bispo de Tortosa, que foi aprovado pelo Papa Leão X em 18 de agosto de 1516. Ele era consagrado pelo bispo Diego Ribera de Toledo.
Em 14 de novembro de 1516, o rei o encomendou o Inquisidor Geral de Aragão.
Em seu quinto Consistório para a criação de cardeais, em 1 de julho de 1517, o Papa Leão X (1513-1521) nomeou trinta e um cardeais entre os quais Adrianus de Traiecto, nomeando-o Cardeal Sacerdote da Basílica de Cardeal Sacerdote da basílica dos Santos João e Paulo.
Durante a minoria de Carlos V, Adriano foi nomeado para servir com o cardeal Francisco Jiménez de Cisneros como co-regente da Espanha. Após a morte de Jimenez, Adriano foi nomeado (14 de março de 1518) Geral das Inquisições Reunidas de Castela e Aragão, na qual atuou até sua partida para Roma. Quando Carlos V deixou a Espanha para a Holanda em 1520, nomeou o cardeal Adriano Regent da Espanha, durante o qual teve de lidar com a revolta dos Guerra das Comunidades de Castela.

## Eleição papal
No conclave após a morte do Papa Leão X, o primo de Leão, cardeal Giulio de Médici, foi a figura principal. Com cardeais espanhóis e franceses em um impasse, Adriano ausente foi proposto como um compromisso e em 9 de janeiro de 1522 ele foi eleito por uma votação quase unânime. Carlos V ficou encantado ao ouvir que seu tutor havia sido eleito para o papado, mas logo percebeu que Adriano VI estava determinado a reinar imparcialmente. Francisco I de França, que temia que Adriano se tornasse uma ferramenta do Imperador e proferira ameaças de cisma, mais tarde cedeu e enviou uma embaixada para apresentar sua homenagem.
O medo de um Avignon espanhol baseado na força de seu relacionamento com o imperador como seu ex-tutor e regente se mostrou infundado, e Adriano, tendo notificado o Colégio de Cardeais de sua aceitação, partiu para a Itália após seis meses de preparativos e tentativas. decidir qual caminho seguir, fazendo sua entrada solene em Roma em 29 de agosto. Ele proibiu decorações elaboradas e muitas pessoas ficaram longe por medo da praga que estava assolando. O papa Adriano foi coroado na Basílica de São Pedro em 31 de agosto de 1522, aos 63 anos de idade.

### Reformador
Ele imediatamente entrou no caminho do reformador. A edição de 1908 da Enciclopédia Católica caracterizou a tarefa que ele enfrentava:
"Extirpar abusos inveterados; reformar um tribunal que prosperou contra a corrupção e detestar o próprio nome da reforma; manter presos jovens príncipes e guerreiros, prontos para amarrarem as gargantas uns dos outros; deter a torrente crescente de revolta na Alemanha; salvar a cristandade dos turcos, que de Belgrado agora ameaçavam a Hungria, e se Rhodes caísse seria o dono do Mediterrâneo - esses eram trabalhos hercúlicos para quem estava em seu sexagésimo terceiro ano, nunca tinha visto a Itália e com certeza estaria desprezado pelos romanos como um 'bárbaro'. 
Seu plano era atacar abusos notórios um por um; no entanto, em sua tentativa de melhorar o sistema de indulgências, ele foi prejudicado por seus cardeais. Ele encontrou a redução do número de dispensas matrimoniais ser impossível, como a renda havia sido cultivado por anos com antecedência pelo Papa Leão X.

## Papado
Adriano VI não teve sucesso como um pacificador entre os príncipes cristãos, a quem esperava unir-se em uma guerra contra os turcos. Em agosto de 1523, ele foi forçado a fazer uma aliança com o Império, a Inglaterra e Veneza contra a França; enquanto isso, em 1522, Solimão, o Magnífico (1520-1566) conquistou Rodes.

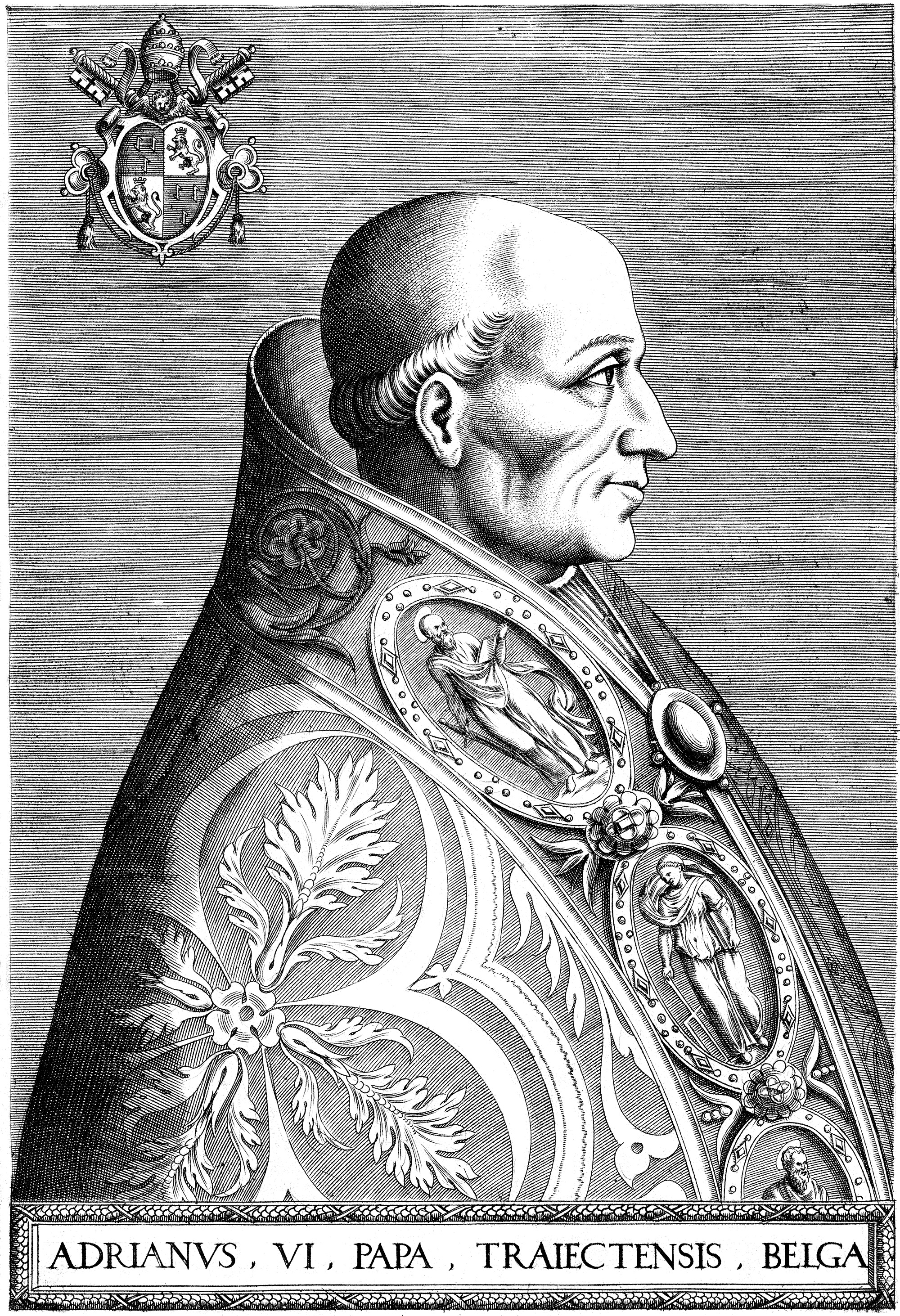
Retrato do Papa Adriano VI (1568)

Em sua reação aos estágios iniciais da revolta luterana, Adriano VI não entendeu completamente a gravidade da situação. Na Dieta de Nuremberga, inaugurada em dezembro de 1522, ele foi representado por Francesco Chieregati, cujas instruções particulares contêm a franca admissão de que a desordem da Igreja talvez tenha sido culpa da própria Cúria Romana e que deveria ser reformada. No entanto, o ex-professor e Inquisidor Geral se opôs fortemente a qualquer mudança de doutrina e exigiu que Martinho Lutero fosse punido por ensinar heresia.
O embaixador de Carlos V em Roma, Juan Manuel, senhor de Belmonte, escreveu que estava preocupado com o fato de a influência de Carlos sobre Adriano ter diminuído após a eleição de Adriano, escrevendo "O papa está com 'medo mortal' do Colégio de Cardeais. escreva para ele em nome da faculdade".

### Cardeais
Ele fez apenas um cardeal no curso de seu pontificado, Willem van Enckenvoirt, como cardeal-sacerdote em um consistório realizado em 10 de setembro de 1523.

### Canonizações
Adriano VI não realizou nenhuma beatificação em seu pontificado, mas canonizou os santos Antonino de Florença e Benno de Meissen em 31 de maio de 1523.

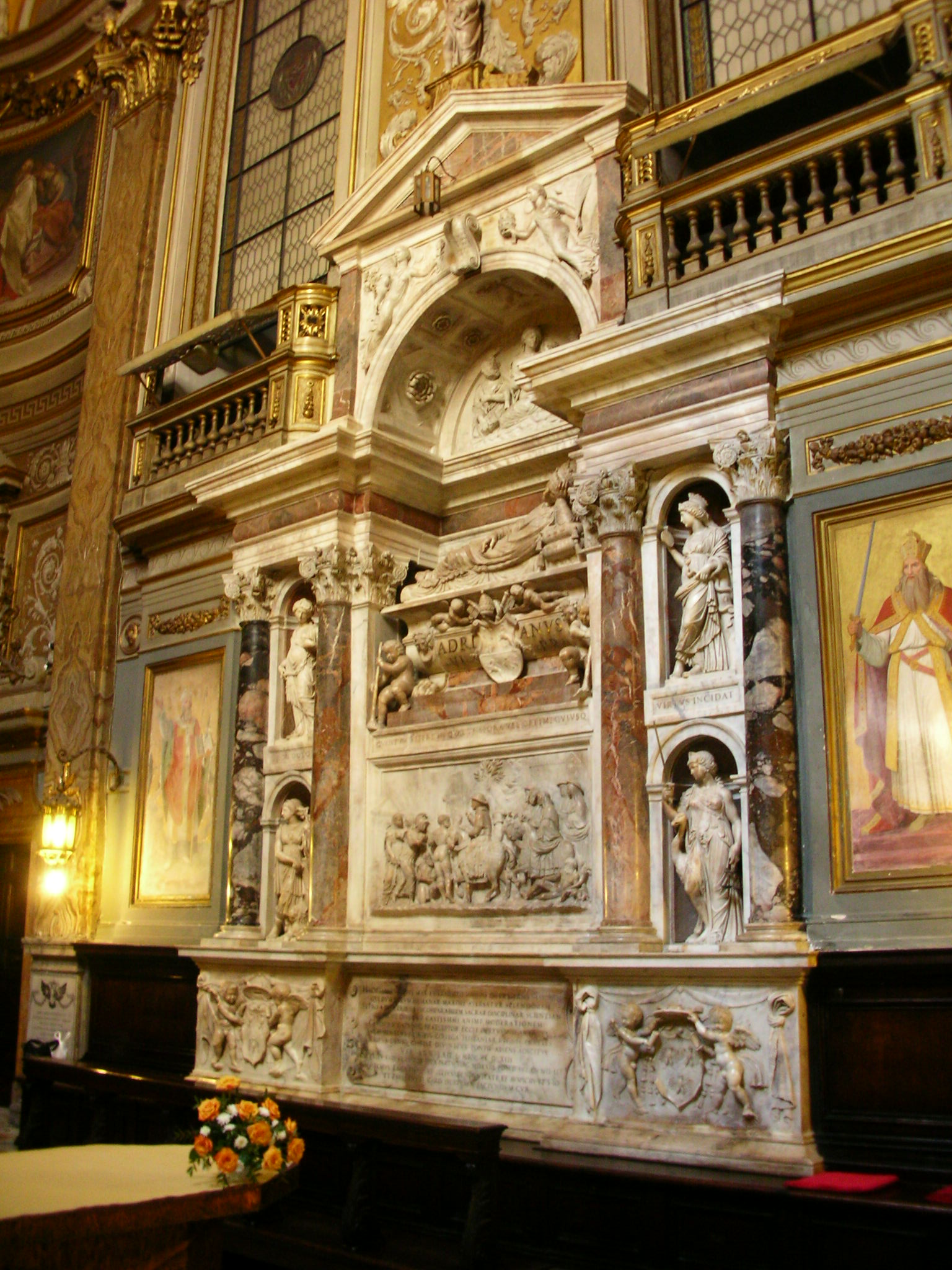
O monumento fúnebre de Adrian0 VI em Santa Maria dell'Anima em Roma

## Morte
Adriano VI morreu em Roma em 14 de setembro de 1523, depois de um ano, oito meses e seis dias como papa. A maioria de seus documentos oficiais foi perdida após sua morte. Ele publicou Quaestiones in quartum sententiarum praesertim circa sacramenta (Paris, 1512, 1516, 1518, 1537; Roma, 1522) e Quaestiones quodlibeticae XII. (1ª ed., Leuven, 1515). Ele está enterrado na igreja Santa Maria dell'Anima, em Roma.
Ele legou propriedade nos Países Baixos para a fundação de uma faculdade na Universidade de Lovaina, que ficou conhecida como Faculdade do Papa.
O papa foi ridicularizado pelo povo de Roma no Pasquino, e os romanos, que nunca haviam gostado de um homem que viam como "bárbaro", se alegraram com sua morte.

## Papa Adriano VI na cultura popular

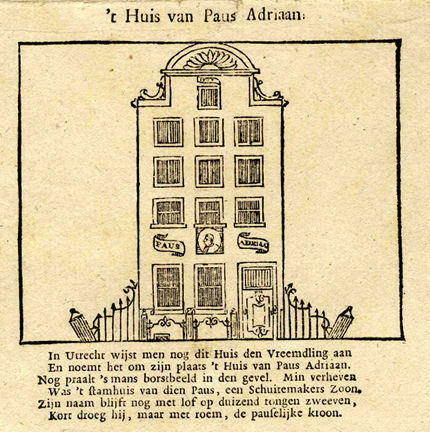
A casa do papa Adriano e o poema que o acompanha. Detalhe de uma gravura de 'homens e mulheres holandeses famosos'

A primeira série de gravuras usadas para educar crianças em idade escolar holandesas na virada do século XVIII inclui Adriano VI em sua xilogravura sobre 'Homens e mulheres famosos holandeses' com o seguinte poema:
Em Utrecht, wijst men nog dit huis den vreemdeling aan,
No fim das contas, zijn naam 't huis van Paus Adriaan, Nog praalt 's mans borstbeeld in den gevel. Min verheven Não foram os stamhuis van dien Paus, een schuitemakers zoon, Zijn naam blijft nog vol lof op duizend tongen zweeven, Kort droeg hij, maar met roem, de pauselijke kroon.
Em Utrecht, eles ainda mostram o estranho nesta casa, E chame de casa do papa Adriano, Ainda assim, seu busto permanece em sua fachada. Menos elevado Foi a ascendência deste papa, filho de um construtor de barcos, Seu nome ainda é falado com orgulho por milhares de línguas,

Com pouco tempo, mas com honra, ele usava a coroa papal.
O papa Adriano VI foi um personagem da peça teatral de Christopher Marlowe, The Tragical History of Doctor Faustus (publicado em 1604).
Adriano, o Sétimo, é o título de um romance de 1904 de Frederick Rolfe, sobre um papa reformador inglês fictício que leva o nome de "Adriano", em homenagem ao único papa inglês histórico Papa Adriano IV, 1154-1159.
O escritor italiano Luigi Malerba usou a confusão entre os líderes da Igreja Católica, criada pelas inesperadas eleições de Adrian, como pano de fundo para seu romance de 1995, Le maschere (As Máscaras), sobre a luta entre dois cardeais romanos por um bem-dotado escritório da igreja.
Em um episódio do programa de TV americano Law & Order intitulado Divorce, um homem sem-teto acredita que é o papa Adrian VI.